# William Freij
Wolfram William Freij, född 27 september 1906 i Södertälje landsförsamling i Stockholms län, död 30 mars 1972 i Sofia församling i Stockholm, var en svensk lärare och översättare. Han var lektor vid universitetet i Riga 1937-1940 och lärare i svenska och tyska i Malmö från 1942. Han skrev ordböcker och grammatikor, men ägnade sig även åt översättande från lettiska, tyska och engelska.

## Biografi
William Freij var son till tjänstemannen vid Åkerbrukskolonien Hall August Wilhelm Freij (född 1873) och hans hustru Emma, född Karlsson (Samuelsson) (1874–1938). Han gifte sig 1932 med Linnéa Amanda Landberg (1906–1984). De fick två barn: läraren och översättaren Lars W. Freij (1937-2013), och journalisten Åsa-Lena (Åsa) Freij-Söderberg , född 1943.

## Skrifter
- Zviedru valodas grammatika (1938)
- Ilustrēta zviedru valodas lasāmgrāmata ar zviedriski-latvisku un latviski-zviedrisku vārdnīcu un tulkošanas vingrinājumiem (Riga, 1939)
- Latviešu-zviedru valodas vārdnīca = Lettisk-svensk ordbok (tillsammans med Alberts Veinbergs och Velta Zante) (Rota, 1952)
- Kortfattad tysk grammatik (Hermods, 1961)

## Översättningar
- Francis Balodis: Det äldsta Lettland (Uppsala, 1940)
- Richards Valdess: Männen vid havet (Jūras vilki) (Geber, 1941)
- Francis Balodis: Egypten: pyramidernas och mysteriernas land (Geber, 1943)
- Arturs Kroders: Det brinner en eld (Orbis,1946)
- Sovjets blodsdåd i Baltikum: i dokumentarisk belysning (Natur och kultur, 1948)
- Wilhelm Röpke: Det tyska problemet (Die deutsche Frage) (översatt tillsammans med Axel Werkström) (Natur och kultur,1948)
- Herbert Tichy: Gul jord under vita skyar: resa i Asien (Weisse Wolken ueber gelber Erde) (Natur och kultur, 1949)
- Ants Oras: Slagskugga över Balticum (Baltic eclipse) (Natur och kultur, 1949)
- Hermann Freyberg: Äventyr i Afrika (Afrika) (Natur och kultur, 1950)